# Samsung Galaxy J1 Nxt
El Samsung Galaxy J1 Nxt (también llamado J1 mini) es un teléfono inteligente con Android desarrollado por Samsung Electronics y lanzado en febrero de 2016.

## Especificaciones

### Hardware
El J1 Nxt tiene un SoC Spreadtrum SC9830 que consta de una CPU ARM Cortex-A7 de cuatro núcleos a 1,2 GHz y una GPU Mali-400MP2. Tiene 768 MB (J1 mini) o 1 GB (J1 Nxt) de RAM y 8 GB de almacenamiento interno. Se puede insertar una tarjeta microSD de hasta 128 GB adicionales. La resolución de la cámara trasera es de 5 MP y tiene una linterna LED. La resolución de video es de 720p a 30fps.

### Software
El J1 Nxt funciona con Android 5.1.1 "Lollipop" y la interfaz de usuario TouchWiz de Samsung.